# HD 106252b
HD 106252b是一颗位于室女座、距离地球约122.11光年的大质量系外行星，其质量下限为7.1MJ。该行星的轨道距离其母星HD 106252约3亿8900万公里（2.60天文单位）。其轨道周期为1516地球日（4.15年）。